# ホースシューダム
ホースシューダム（英語: Horseshoe Dam）とは、アメリカ合衆国アリゾナ州フェニックスに建設されたダムである。1944年から1946年の間に鉱業会社であるフェルプスドッジと第二次世界大戦中の政府の機関国防プラント公社によって建設された。ホースシューとは馬蹄を指しヴェルデ川にある馬蹄形の曲がり角から名前が付けられた。
高さは202フィート（61.5696m）のアースフィルダムで、貯水量は131500エーカー・フィート。余水吐は建設後の1949年に市が追加したもの。水利権はソルトリバーバレー水利用者協会と交換し、水利権を持つブラックリバーから水を引くことができるようになった。
ちなみに、高さに関しては1952年、ダムは4フィート引き上げられている他、1993年に地震と洪水への対策（堤防とコンクリート基礎を備えた放水路の建設）、地震発生時にダムを通常通りの運転を行わせるため、148000立方ヤードの堤を建設し、ダムを8フィート上げたりなどの建設に加え、波浪による構造物の越水を防ぐため、ダムの頂上には4フィートのパラペットが追加されその他の工事としては、ダムに関する施設の移転、ボート乗り場への道の整備も行われた。
このダムは、コロラド川協定に基づき、コロラド川下流域への流出量を調節している。1978年の報告書でダムの安全性が確認された後、1952年と1993年に改修工事が行われ、現在、再生利用局がダムを所有・運営している。
2017年、アメリカ合衆国国家歴史登録財に登録された。